# Yundi Li

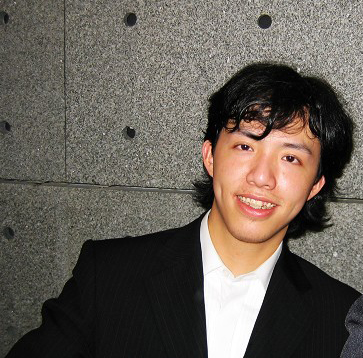
Yundi Li

Yundi Li, född 7 oktober 1982, i Dadukou, Chongqing, är en kinesisk klassisk pianist. Han vann den prestigefyllda Chopin-tävlingen 2000. Han studerade musik vid Hochschule für Musik, Theater und Medien Hannover.